# Élections constituantes de 1945 dans le Rhône
Les élections constituantes françaises de 1945 se déroulent le 21 octobre.

## Mode de scrutin
Les députés sont élus selon le système de représentation proportionnelle suivant la règle de la plus forte moyenne dans le département, sans panachage ni vote préférentiel.
Dans le département du Rhône, douze députés sont à élire. Le gouvernement ne voulant pas dépasser le nombre de 9 députés à élire en même temps, le département est divisé en 2 circonscriptions.
La première regroupe Lyon, les cantons de Villeurbanne, Limonest, Neuville-sur-Saône. Elle est dotée de 8 sièges.
La seconde regroupe le reste du département et élit 4 députés.

## Élus
Les douze députés élus sont : 

### 1recirconscription - 8 sièges
| Identité          | Parti | Parti   |
| ----------------- | ----- | ------- |
| Julien Airoldi    |       | PCF     |
| Auguste Hugonnier |       | PCF     |
| Mathilde Méty     |       | PCF     |
| Maurice Guérin    |       | MRP     |
| Joannès Charpin   |       | MRP     |
| André Philip      |       | SFIO    |
| Édouard Herriot   |       | Rad-Soc |
| Pierre Burgeot    |       | FR      |

### 2ecirconscription - 4 sièges
| Identité                | Parti | Parti  |
| ----------------------- | ----- | ------ |
| Eugène Montagnier       |       | PCF    |
| Jean Peissel            |       | MRP    |
| Albert Lécrivain-Servoz |       | MRP    |
| Claudius Delorme        |       | Paysan |

## Résultats

### Résultats à l'échelle du département
| Parti          | Parti                   | Résultats | Résultats | Sièges |
| Parti          | Parti                   | Voix      | %         | Sièges |
| -------------- | ----------------------- | --------- | --------- | ------ |
|                | PCF                     | 103 111   | 25,83     | 4      |
|                | MRP                     | 97 591    | 24,45     | 4      |
|                | SFIO                    | 64 854    | 16,25     | 1      |
|                | Rad-Soc                 | 41 692    | 10,44     | 1      |
|                | Droites (FR-Rénov. rép) | 32 904    | 8,24      | 1      |
|                | Paysan                  | 21 581    | 5,41      | 1      |
|                | UDSR                    | 16 464    | 4,12      | 0      |
|                | Gaulliste               | 12 477    | 3,13      | 0      |
|                | PSD                     | 4 967     | 1,24      | 0      |
|                | Mvt. Liberté            | 3 581     | 0,90      | 0      |
|                |                         |           |           |        |
| Inscrits       | Inscrits                | 507 532   | 100       | 12     |
| Votants        | Votants                 | 409 577   | 80,70     |        |
| Blancs et nuls | Blancs et nuls          | 10 363    | 2,53      |        |
| Exprimés       | Exprimés                | 399 214   | 97,47     |        |

### Première circonscription (banlieue lyonnaise)
| Liste (Parti)  | Liste (Parti)                                                  | Tête de liste   | Résultats | Résultats | Sièges |
| Liste (Parti)  | Liste (Parti)                                                  | Tête de liste   | Voix      | %         | Sièges |
| -------------- | -------------------------------------------------------------- | --------------- | --------- | --------- | ------ |
|                | PCF                                                            | Julien Airoldi  | 74 850    | 27,77     | 3      |
|                | MRP                                                            | Maurice Guérin  | 64 481    | 23,89     | 2      |
|                | SFIO                                                           | André Philip    | 49 642    | 18,39     | 1      |
|                | Rad-Soc                                                        | Édouard Herriot | 29 410    | 10,90     | 1      |
|                | Union des comités républicains (FR)                            | Pierre Burgeot  | 27 634    | 10,24     | 1      |
|                | UDSR                                                           | Alban Vistel    | 11 953    | 4,43      | 0      |
|                | Résistance active pour la rénovation républicaine (Rénov. rép) | Gaston Jaubert  | 5 270     | 1,95      | 0      |
|                | Mvt. Liberté                                                   | Fleury Thomas   | 3 581     | 1.33      | 0      |
|                | PSD                                                            | Léopold Devaux  | 3 107     | 1,15      | 0      |
|                |                                                                |                 |           |           |        |
| Inscrits       | Inscrits                                                       | Inscrits        | 341 048   |           | 8      |
| Votants        | Votants                                                        | Votants         | 276 425   | 81,05     |        |
| Blancs et nuls | Blancs et nuls                                                 | Blancs et nuls  | 6 497     | 2,35      |        |
| Exprimés       | Exprimés                                                       | Exprimés        | 269 928   | 97,65     |        |

### Deuxième circonscription
| Parti          | Parti          | Tête de liste        | Résultats | Résultats | Sièges |
| Parti          | Parti          | Tête de liste        | Voix      | %         | Sièges |
| -------------- | -------------- | -------------------- | --------- | --------- | ------ |
|                | MRP            | Jean Peissel         | 33 110    | 25,61     | 2      |
|                | PCF            | Eugène Montagnier    | 28 261    | 21,86     | 1      |
|                | Paysan         | Claudius Delorme     | 21 581    | 16,69     | 1      |
|                | SFIO           | Marcel Daudel        | 15 212    | 11.77     | 0      |
|                | Gaulliste      | Bernard Lataste      | 12 477    | 9,65      | 0      |
|                | Rad-Soc        | Camille Rolland      | 12 282    | 9,50      | 0      |
|                | UDSR           | Léonce Clément-Mazel | 4 511     | 3,49      | 0      |
|                | PSD            | Eugène Gendre        | 1 860     | 1,44      | 0      |
|                |                |                      |           |           |        |
| Inscrits       | Inscrits       | Inscrits             | 166 484   |           | 4      |
| Votants        | Votants        | Votants              | 133 152   | 79,98     |        |
| Blancs et nuls | Blancs et nuls | Blancs et nuls       | 3 866     | 2,90      |        |
| Exprimés       | Exprimés       | Exprimés             | 129 286   | 97,10     |        |